# Stazione di Villa Opicina
Stazione di Villa Opicina vasútállomás Olaszországban, Opicina településen.

## Vasútvonalak
Az állomást az alábbi vasútvonalak érintik:
- Bohinji vasútvonal
- Trieste Centrale–Villa Opicina-vasútvonal

## Kapcsolódó állomások
A vasútállomáshoz az alábbi állomások vannak a legközelebb:
- Stazione di Prosecco
- Sežana railway station
- Opicina Campagna railway station
- Guardiella railway station